# Leptogenys honduriana
Leptogenys honduriana é uma espécie de formiga do gênero Leptogenys, pertencente à subfamília Ponerinae.